# سنجاب بیابانی هریس
سنجاب بیابانی هریس (نام علمی: Ammospermophilus harrisii) نام یک گونه از سرده سنجاب‌های بیابانی است.